# Global Agenda
Global Agenda era un videogioco mmorpg online di ambientazione fantascientifica  prodotto dalla Hi-Rez Studios, usando Unreal Engine 3. Il gioco è stato attivato il 1º febbraio 2010 e ad aprile 2011 Global Agenda è stato rilanciato in versione gratuita. Nel 2018 il gioco è stato definitivamente ritirato.